# Habo pastorat
Habo pastorat är ett pastorat i Falköpings och Hökensås kontrakt (före 2017 Hökensås kontrakt) i Skara stift i Svenska kyrkan.
Pastoratet har medeltida ursprung och bestod till 1780 av Habo församling och Fiskebäcks församling. 1780 införlivades Fiskebäcks församling i Habo församling och samtidigt utbröts Gustav Adolfs församling som därefter ingick i pastoratet. Pastoratet utökades 1989 med Brandstorps församling och består därefter av följande församlingar:
- Brandstorps församling
- Gustav Adolfs församling
- Habo församling

Dess pastoratskod är 030511.